# Duroia martiniana
Duroia martiniana là một loài thực vật có hoa trong họ Thiến thảo. Loài này được (Miers) Bremek. mô tả khoa học đầu tiên năm 1934.